# Hassan Kajoke
Hassan Kajoke (Mangochi, 7 dicembre 1997) è un calciatore malawiano, attaccante dei  Big Bullets.

## Caratteristiche tecniche
È un attaccante.

## Carriera

### Club
Cresciuto nel settore giovanile dei Big Bullets, esordisce in prima squadra nel novembre 2018.
Nella stagione 2021-2022 si è aggiudicato la Scarpa d'oro, dopo aver messo a segno 15 reti nel campionato malawiano.
Nella stagione 22-23 si aggiudica con i Big Bullets la TNM Super League e la Coppa del Malawi.
Il 21 marzo 2023, viene annunciato il prolungamento del contratto con i Big Bullets fino al 2026.

### Nazionale
Ha esordito in nazionale maggiore il 13 ottobre 2019, nella sfida amichevole terminata 1-1 contro il Lesotho.
Il 17 novembre 2019 ha preso parte da subentrato alla sfida di qualificazione alla Coppa d'Africa, persa 2-0 contro l'Uganda.